# كيسوكي أوغاساوارا
كيسوكي أوغاساوارا (باليابانية: 小笠原 佳祐) (مواليد 7 يونيو 1996) هو لاعب كرة قدم ياباني.

## وصلات خارجية
- كيسوكي أوغاساوارا على موقع رابطة كرة القدم اليابانية للمحترفين (اليابانية)
- كيسوكي أوغاساوارا على موقع قاعدة بيانات كرة القدم.إي يو (الإنجليزية)
- كيسوكي أوغاساوارا على موقع Soccerway.com (الإنجليزية)
- كيسوكي أوغاساوارا على موقع عالم كرة القدم.نت (الإنجليزية)